# ジャン・ガストン・ダルブー

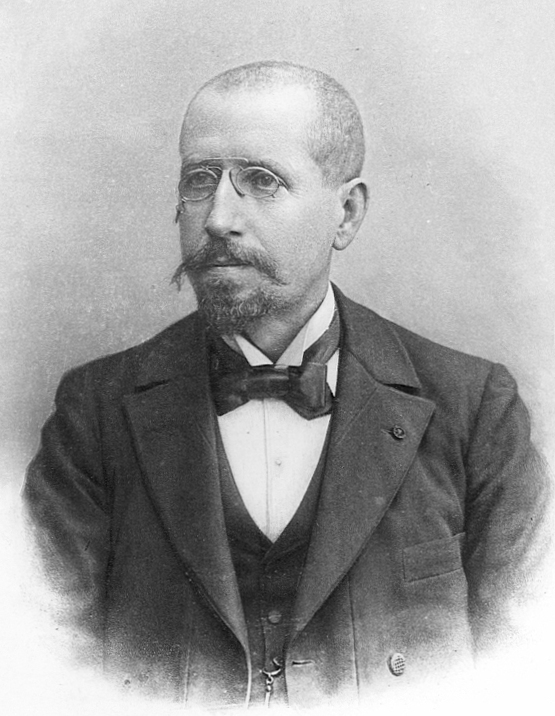
ジャン・ガストン・ダルブー

ジャン・ガストン・ダルブー（Jean Gaston Darboux, 1842年8月14日 - 1917年2月23日）は、フランスの数学者。

## 人物
ニーム生まれ。エコール・ポリテクニークやパリ高等師範学校に学び、1873年からソルボンヌ大学の教授を務めた。幾何学などの発展に貢献した。1875年:ポンスレ賞、1916年シルヴェスター・メダル受賞。パリで没した。